# Euphorbia horrida
El barril de leche africana (Euphorbia horrida) es una especie fanerógama perteneciente a la familia de las Euforbiáceas. Es endémica de Sudáfrica en la Provincia del Cabo.

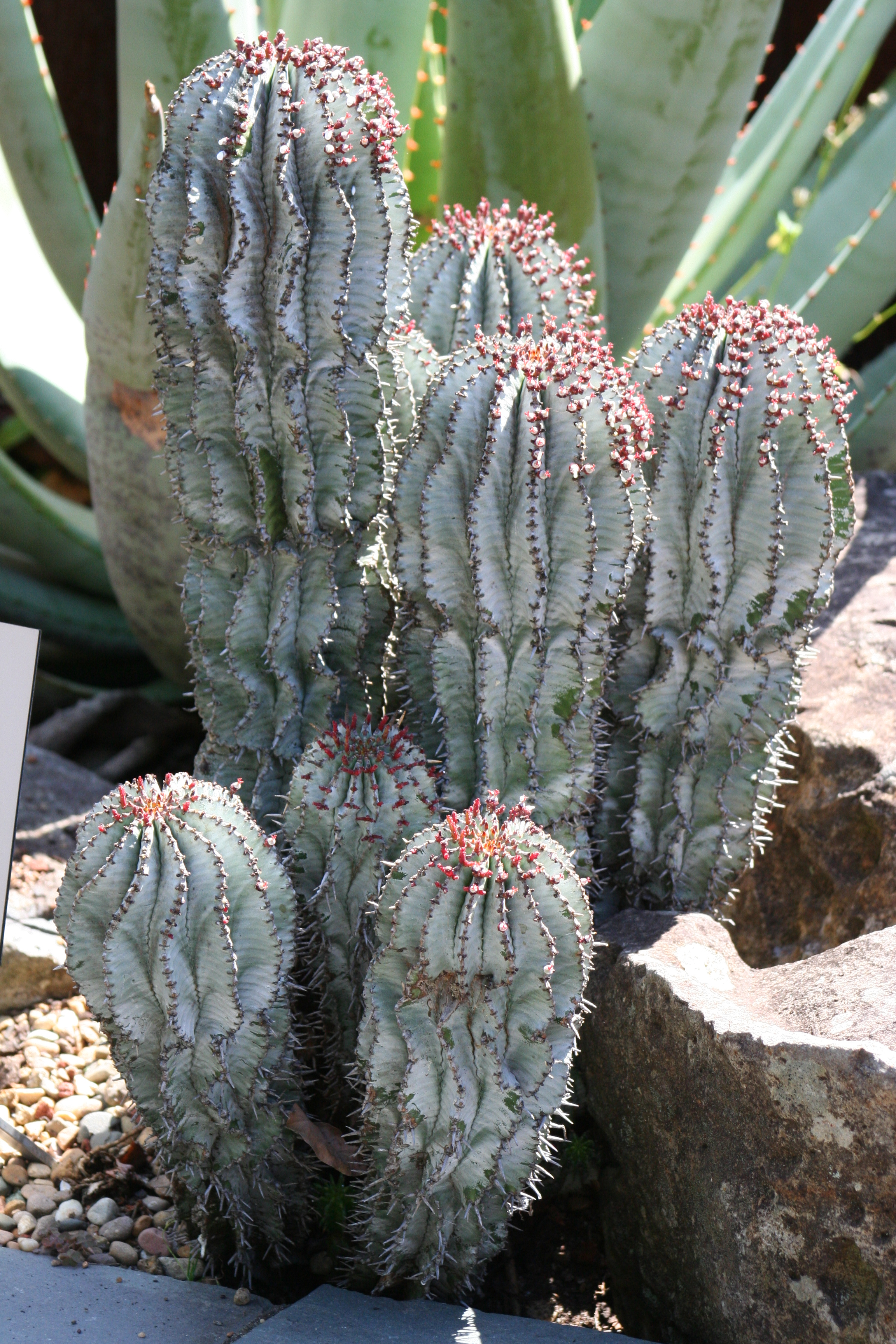
Vista de la planta

## Descripción
Es una planta cactiforme de 25 cm de alto y procedente de Sudáfrica, que puede tener hasta 38 cm de diámetro. Sus listados tallos están cubiertos de espinas afiladas y en verano dan florecillas verdes y amarillas.

## Variedades
- Euphorbia horrida var. horrida
- Euphorbia horrida var. major A.C.White 1941
- Euphorbia horrida var. noorsvedensis A.C.White 1941
- Euphorbia horrida var. striata A.C.White 1941

## Taxonomía
Euphorbia horrida fue descrita por Pierre Edmond Boissier y publicado en Centuria Euphorbiarum 27. 1860.
Etimología
Euphorbia: nombre genérico que deriva del médico griego del rey Juba II de Mauritania (52 a 50 a. C. - 23), Euphorbus, en su honor – o en alusión a su gran vientre –  ya que usaba médicamente Euphorbia resinifera. En 1753 Carlos Linneo asignó el nombre a todo el género.
horrida: epíteto latino que significa "espinoso, erizado".
Sinonimia
- Euphorbia horrida var. major A.C.White (1941).
- Euphorbia horrida var. noorsveldensis A.C.White (1941).
- Euphorbia horrida var. striata A.C.White (1941).[6][7][8]